# Rahma Ben Ali
Rahma Ben Ali (ur. 15 września 1993) – tunezyjska taekwondzistka, złota i brązowa medalistka igrzysk afrykańskich, trzykrotna medalistka Mistrzostw Afryki, uczestniczka Igrzysk Olimpijskich 2016 w Rio de Janeiro.